# Владимир (Раич)
Епископ Владимир (в миру Любомир Раич, серб. Љубомир Рајић; 11 января 1882, Ужице — 14 февраля 1956, Призрен) — епископ Сербской православной церкви, епископ Рашско-Призренский.

## Биография
Родился 11 январь 1882 года в Ужице в семье Николая и Елены Раич.
В 1907 году окончил Московскую духовную академию со званием кандидата богословия.
Вернулся в Сербию, преподавал в гимназии в Белграде.
Овдовел, Патриархом Варнавой (Росичем) в монастыре Раковица был пострижен в монашество с именем Владимир.
10 мая 1937 года рукоположён во иеродиакона, 13 мая — во иеромонаха.
В том же году был назначен редактором «Вестника Сербской Православной Церкви» (СПЦ).
30 октября 1938 года хиротонисан во епископа Мукачевско-Прешовской епархии. Чин хиротонии совершили Патриарх Сербский Гавриил, первоиерарх РПЦЗ Митрополит Анастасий (Грибановский), епископы Ириней и Досифей.
Прибыл в Закарпатье 16 ноября 1938 года.
По решению Венского арбитража, который состоялся 2 ноября 1938 года, от Чехословакии к Венгрии отошла западная часть Закарпатья с городами Ужгород, Мукачево, Берегово и 118 сёл, после чего управление Мукачевско-Пряшевской епархии было перенесено в Хуст, куда 26 ноября 1938 года переехал и епископ Владимир (Раич). Администратором православных приходов на оккупированной венграми территории епископ Владимир назначил игумена Аверкия (Таушева).
В марте 1939 года территория епархии была оккупирована Венгрией. Новые власти, запретив Владимиру поддерживать связь с Белградом, хотели переподчинить епархию Константинопольской Патриархии.
После нападения Венгрии и Германии на Югославию епископ Владимир 11 апреля 1941 года был арестован в Мукачеве и заключён в резиденции католического епископа в городе Вац (Венгрия), а 19 июля 1941 года выслан в Белград. Православные приходы Закарпатья и Словакии перешли в подчинение архиепископу Серафиму (Ляде).
После окончания второй мировой войны Мукачево вошло в состав СССР, а Прешов — в состав Чехословакии.
16 августа 1945 года епископу Владимиру было поручено временное управление Рашско-Призренской епархией.
22 октября 1945 года епископ Владимир присутствовал на заседании Священного Синода в Москве, на котором зачитал письмо председателя Синода СПЦ, митр. Скопленского Иосифа (Цвийовича) и выразил согласие на передачу Мукачевской епархии в ведение РПЦ.
Во время визита в Москву епископ Владимир встретился с Председателем Совета по делам религий Г. Г. Карповым для обсуждения открытия подворья СПЦ в Москве и возможности обучения сербских студентов в Московской духовной академии.
С ноября 1946 до маю 1947 года временно управлял Черногорско-Приморской митрополией.
20 мая 1947 года был избран епископом Рашско-Призренским.
В 1951 году оповещал Синод СПЦ, что албанцы разобрали новую церковь в Джаковицах, чтобы из её материалов, и на том же месте, соорудить памятник Эмину Дураку.
Скончался 14 февраля 1956 года. Похоронен в Призрене.

## Публикации
- Владиміръ (Раич Любомир), епископъ, Религиозно-догматическое и нравственное значеніе Воскресенія Иисуса Христа из мертвыхъ (Страждущим братьям в Ужице на Пасху 1942 г.). [Б. м.: Б. и.], 1942. 16 с